# Zach Blair
Zach Blair (nacido el 26 de diciembre de 1974 en Sherman, Texas, Estados Unidos) es el guitarrista líder de la banda de hardcore punk estadounidense Rise Against.
Antes de comenzar a tocar con Rise Against a comienzos de 2007, Blair fue miembro de la banda de hardcore punk Only Crime junto a su hermano, Doni Blair, integrante ahora de Toadies. Zach fue uno de los miembros fundadores de Hagfish y Armstrong también junto a su hermano, además de tocar con el pseudónimo de Flattus Maximus con GWAR entre 1999 y 2002. También ha tocado como músico de directo para The Loved Ones y ha participado en álbum de The Mag Seven, The Future Is Ours, If You Can Count.
Blair es vegetariano, defensor de los derechos de los animales y miembro activo de PETA junto a los otros miembros de Rise Against. El primer lanzamiento de Blair con la banda fue Appeal to Reason, lanzado el 7 de octubre de 2008. 

## Discografía
Con Hagfish
- Buick Men (1993)
- Rocks Your Lame Ass (1995)
- Hagfish (1998)
- Caught Live (1999)

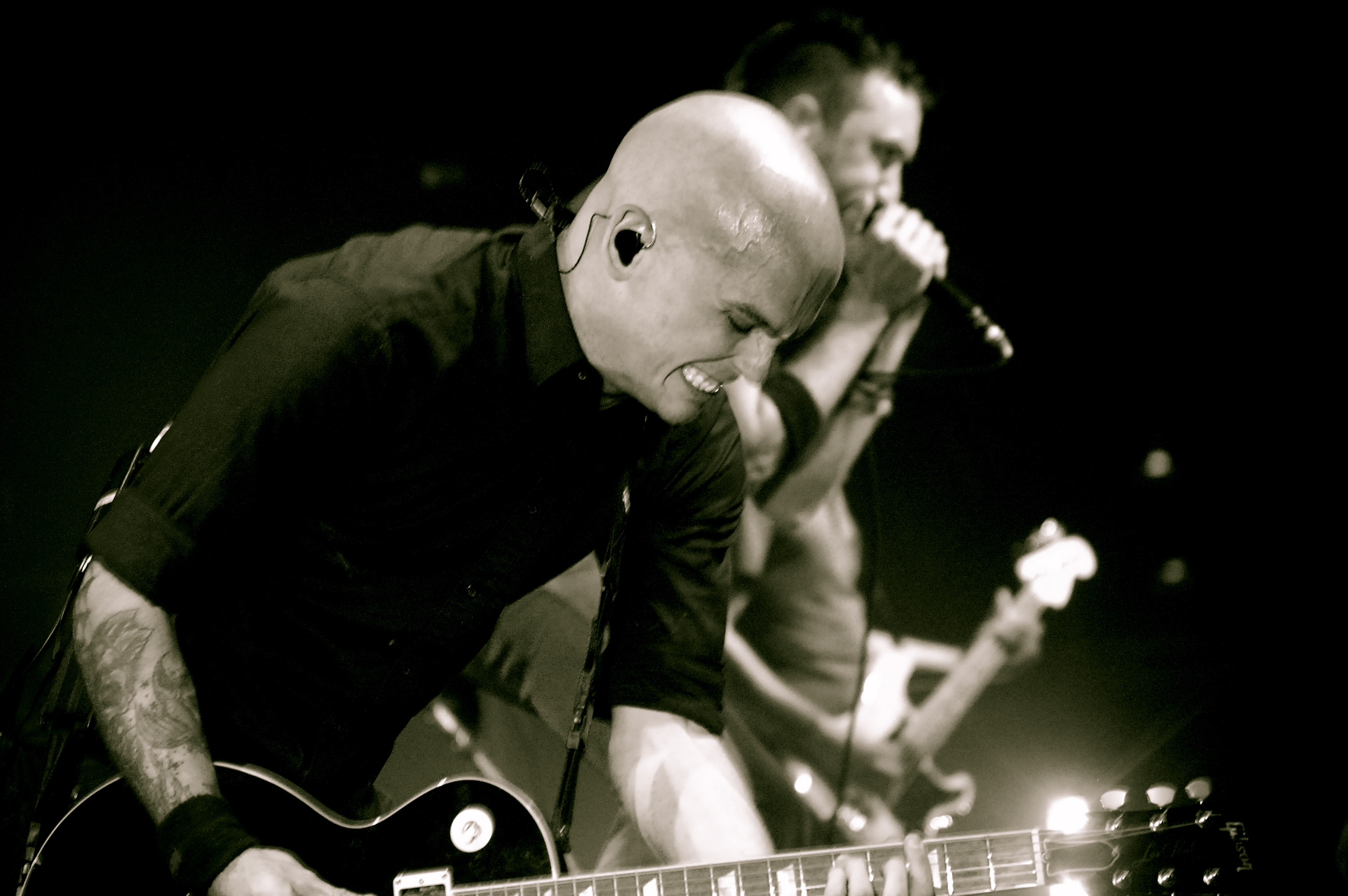
Zach Blair (izquierda) con Rise Against en 2008.

- That was Then, This is Then (2001)

Con GWAR
- You're All Worthless and Weak (2000)
- Violence Has Arrived (2001)

Con Armstrong
- Dick, the Lion-Hearted (2002)

Con Only Crime
- To the Nines (2004)
- Virulence (2007)

Con The Mag Seven
- The Future is Ours, If You Can Count (2006)

Con Rise Against
- Appeal to Reason (2008)
- Endgame (2011)
- The Black Market (2014)
- Wolves (2017)
- The Ghost Note Symphonies, Vol. 1 (2018)
- Nowhere Generation (2021)